# Olimpia Boronat
Olimpia Boronat, comtessa Rzewuska, (Gènova, Itàlia, 25 de març de 1867 - Varsòvia, Polònia, 24 d'octubre de 1933) fou una soprano de coloratura italiana, destacada per les seves interpretacions de papers belcantistes.

## Biografia
Olimpia Boronat va néixer a Gènova, de pare militar italià, probablement d'origen espanyol, i mare espanyola. Segons un web de genealogia, el nom del seu pare era Karol Monetti-Boronat i el de la seva mare Carolina Monetti-Ferrari.
La seva germana Elena fou també una soprano famosa, que va arribar a actuar al Gran Teatre del Liceu de Barcelona en la temporada 1892-1893. Olimpia va ser enviada al Conservatori de Milà per Margarida de Savoia, rebent educació musical de Pietro Leoni o Franco Leoni. Algunes fonts indiquen que va debutar a Gènova durant l'any 1885 o bé el 1886 al Teatre Bellini de Nàpols, però és probable que aquestes actuacions corresponguin a la seva germana Elena, llavors esmentada als diaris com a signorina Boronat, fent difícil saber a quina de les dues germanes hi feien referència. A més, el juliol de 1888 era encara alumna del Conservatori, segons el diari Corriere della Sera, sent companya en aquells moment de la després prestigiosa mezzosoprano Virginia Guerrini, la qual cosa fa sospitar que el veritable debut no va tenir lloc fins després d'aquesta data.
Va cantar als principals teatres italians, inclòs el prestigiós La Scala de Milà, i va viatjar a molts països, especialment de l'Amèrica Central i Amèrica del Sud. Va cantar a Espanya, a Rússia i a Polònia, entre altres països europeus.
L'any 1892 va viatjar a Espanya, on inicialment va formar part d'una companyia d'òpera italiana que va actuar al Gran Teatre del Liceu de Barcelona la temporada d'hivern 1892-1893. Hi va cantar diverses òperes: Mignon d'Ambroise Thomas, el 9 de novembre de 1892, Orfeo de Christoph Willibald Gluck, en el paper d'Eurídice, Linda di Chamounix de Gaetano Donizetti i l'estrena al Liceu del 26 de gener de 1893 de Il Biricchino, del director d'orquestra de la companyia, Leopoldo Mugnone, obra en la qual també i participà l'esposa del compositor, Maria Leopoldina Paolicchi. Al poc de la seva arribada a Barcelona, el novembre de 1892, la premsa va anunciar la mort del seu pare, que es trobava allotjat a una fonda del carrer del Comerç.
De Barcelona es va traslladar a Madrid, a la temporada del Teatro Real, debutant es aquest teatre amb el paper de Gilda de l'òpera Rigoletto de Giuseppe Verdi. A continuació va participar en L'Africana de Giacomo Meyerbeer, en una representació en benefici de la soprano Luisa Tetrazzini.
De retorn a Barcelona, participà en la temporada del Teatre Principal cantant el paper principal de l'òpera Lucia di Lammermoor de Donizetti, el de Gilda de Rigoletto, acompanyada del tenor Emilio De Marchi, i el de Violetta de La traviata de Verdi.
Després de les seves actuacions a Espanya, Olimpia va marxar en gira a Amèrica del Sud, actuant a Caracas, al Teatre Municipal i a Rio de Janiero.
També va cantar a Rússia, debutant en l'Òpera Imperial de Sant Petersburg el 1894. Adelina Patti li va suggerir, segons sembla ser, que cantés la cançó Soloveï (El rossinyol) d'Aleksandr Aliàbiev, que va esdevenir la seva peça mestra. Es va casar el 1893 amb un membre de l'aristocràcia polonesa, el comte Adam Witold Rzewuski, retirant-se a continuació dels escenaris fins al 1902. Després, tornà a cantar a Rússia, contractada per la companyia del teatre del Conservatori de Sant Petersburg el 1902. El 1906 va interpretar Mignon d'Ambroise Thomas i Roméo et Juliette de Charles Gounod, amb Sigrid Arnoldson, Giuseppe Anselmi, Francesco Navarini i Romolo Dolcibene. Va ser aclamada al Petit-Théâtre del Conservatori de Sant Petersburg. Va ser contractada de nou per a la temporada de Quaresma 1907 al nou conservatori de Sant Petersburg. Va tornar a Itàlia, a cantar, l'any 1909.
Va destacar per la seva veu de gran bellesa i claredat, i per la seva excepcional capacitat tècnica, juntament amb una sensibilitat pel que fa a la musicalitat. Es especialment recordada pel seu paper de Rosina a El barber de Sevilla de Gioachino Rossini, Violetta a La traviata de Giuseppe Verdi, Elvira a I puritani de Vincenzo Bellini i Ophelia a Hamlet d'Ambroise Thomas.
Després de retirar-se definitivament dels escenaris el 1914, Boronat va fundar una escola de cant a Varsòvia. El 1922, va aparèixer per última vegada en un concert benèfic. Va morir, de diabetis, a la ciutat de Varsòvia, sent sebollida al Cementeri de Powązki de la ciutat, en la secció 97, fila 5, posició 26.
Va tenir cinc fills: Eva Maria (1894-1984), Adam Karol (1897-1961), Jadwiga Ana Maria (1899-1994), Eugenia Leontina (1901-1947) i Leon (1902-1964). El seu marit, Adam Witold Rzewuski (1869-1939), fou fill d'una escriptora polonesa de cert renom, Jadwiga Rzewuska (1843-1889), casada el 1860 amb el general rus Adam Rzewuski (1805-1888). Un germà del marit fou l'Stanisław Rzewuski, novel·lista i dramaturg.

## Enregistraments
Olimpia Boronat va fer 21 enregistraments per a Fred Gaisberg del segell Gramophone Company, els primers deu fets a Sant Petersburg el 1904 i els altres durant una estada a Milà el 1908. Van ser publicats en CD per Marston Records el 1997. Els enregistraments inclouen obres d'Aleksandr Aliàbiev, Vincenzo Bellini, Georges Bizet, Gaetano Donizetti, Friedrich von Flotow, Pietro Giannelli, Charles Gounod, Mikhail Ivanov, Giacomo Meyerbeer, Francesco Paolo Tosti, Giuseppe Verdi i Redento Zardo.
Aquest CD forma part d'una de les recopilacions més grans de cançons clàssiques, titulada The EMI Record of Singing, on apareix al Volum I - L’aparició del verisme.